# Helmut Schön
Helmut Schön (Dresden, 15 de setembro de 1915 — Wiesbaden, 23 de fevereiro de 1996) foi um futebolista e treinador de futebol alemão.

## Carreira

### Como Jogador
Defendeu apenas o Dresdner, de sua cidade natal, além da Alemanha, pela qual jogou 16 vezes entre 1937 e 1941. Começou em 1937 e venceu os campeonatos alemães (que continuaram a ser realizados alheiamente à Segunda Guerra Mundial) de 1943 e 1944. Schön parou de jogar em 1950. No ano anterior, Dresden e toda a região da Saxônia passaram a ser parte da recém-fundada Alemanha Oriental. 
Irritado com a forte interferência política no esporte do país, Schön mudou-se para Berlim Ocidental, antes da construção do Muro de Berlim. Lá, no Hertha Berlim, começou a carreira de treinador.

### Único Técnico da Seleção do Sarre
Em 1952, tornou-se técnico da Seleção do Sarre, então um país independente. Treinou a equipe nas Eliminatórias para a Copa do Mundo de 1954, chegando a enfrentar a Seleção Alemã-Ocidental. Schön comandou o Sarre até 1956, quando a região foi integrada à Alemanha Ocidental, cuja seleção o chamou-o para a a comissão técnica de Sepp Herberger.

## Alemanha Ocidental
Sucedeu Herberger em 1964, comandando a Alemanha Ocidental até 1978, quando deixou o cargo para Jupp Derwall, após ir a quatro Copas do Mundo e duas Eurocopas dirigindo a equipe. Vice-campeão mundial em 1966, não obteve a classificação para a Eurocopa 1968 ao empatar contra a Albânia. Entretanto, daria o primeiro título da Alemanha Ocidental na Euro seguinte (que também foi a primeira do país) e o mais importante, conquistaria, como anfitrião, a Copa do Mundo de 1974, desbancando a favorita Holanda. 
Na Eurocopa 1976, veio o vice-campeonato, com a derrota nos pênaltis para a Tchecoslováquia. Schön deixou a seleção após a de Copa de 1978, para o qual não convocou as estrelas Franz Beckenbauer e Paul Breitner, por desentendimento com ambos - já não havia chamado Breitner para a Euro 76. A Mannschaft acabou eliminada na segunda fase de grupos, após a derrota na última rodada contra a Áustria. Fora o único torneio disputado pela Alemanha Ocidental sob seu comando em que o país não ficou entre os três primeiros.